# Luis Antonio Tagle
Luis Antonio Gokim Tagle (ur. 21 czerwca 1957 w Manili) – filipiński duchowny rzymskokatolicki, doktor nauk teologicznych, biskup diecezjalny Imus w latach 2001–2011, arcybiskup metropolita Manili i prymas Filipin w latach 2011–2019, kardynał od 2012 (najpierw w stopniu prezbitera, w 2020 promowany do stopnia biskupa), przewodniczący Caritas Internationalis 2015–2022, prefekt Kongregacji ds. Ewangelizacji Narodów w latach 2019–2022, administrator apostolski sede vacante archidiecezji Manili w latach 2019–2020, pro-prefekt Dykasterii ds. Ewangelizacji (sekcja pierwsza ds. ewangelizacji i nowych kościołów partykularnych) od 2022.

## Życiorys
Urodził się 21 czerwca 1957 w Manili, jako syn Manuela Topacio Tagle i Milagros Gokim Tagle. Po ukończeniu szkoły katolickiej w Imus (1976) wstąpił do stołecznego seminarium duchownego św. Józefa. 27 lutego 1982 przyjął święcenia prezbiteratu których udzielił mu Felix Perez, biskup diecezjalny Imus. Studiował w Waszyngtonie na Katolickim Uniwersytecie Ameryki, uzyskując doktorat z teologii (1987–1991). W latach 1997–2002 był członkiem Międzynarodowej Komisji Teologicznej.
22 października 2001 papież Jan Paweł II prekonizował go biskupem diecezjalnym Imus. 12 grudnia 2001 otrzymał święcenia biskupie i odbył ingres do katedry Matki Bożej z Pilar. Głównym konsekratorem był kardynał Jaime Sin, arcybiskup metropolita Manili, zaś współkonsekratorami Manuel Sobreviñas, emerytowany biskup Imus, i biskup Pedro Arigo, wikariusz apostolski Puerto Princesa. Jako zawołanie biskupie przyjął słowa „Dominus Est” (To jest Pan).
13 października 2011 papież Benedykt XVI mianował go arcybiskupem metropolitą Manili. Ingres do archikatedry Niepokalanego Poczęcia NMP, w trakcie którego kanonicznie objął urząd, odbył 12 grudnia 2011. 29 czerwca 2012 w bazylice św. Piotra na Watykanie odebrał od papieża paliusz metropolitalny.
24 października 2012 podczas środowej audiencji generalnej papież Benedykt XVI zapowiedział włączenie go do Kolegium Kardynałów, a 24 listopada w trakcie konsystorza w bazylice św. Piotra kreował go kardynałem prezbiterem, a jako kościół tytularny nadał mu kościół św. Feliksa z Kantalicjo. 15 czerwca 2013 uroczyście objął swój kościół tytularny w Rzymie. Brał udział w konklawe 2013, które wybrało papieża Franciszka (Jorge Mario Bergoglio) oraz w konklawe 2025, które wybrało papieża Leona XIV. 1 maja 2020 został podniesiony przez papieża do rangi kardynała-biskupa, na równi z pozostałymi kardynałami-biskupami diecezji suburbikarnych, pomimo nieprzydzielenia mu żadnej z diecezji podrzymskich. 24 maja 2025 papież Leon XIV przyznał mu tytularną diecezję suburbikalną Albano.
14 maja 2015 został wybrany przewodniczącym Caritas Internationalis (konfederacji katolickich organizacji charytatywnych działających w 162 krajach). Pełnił tę funkcję do 22 listopada 2022 kiedy to wprowadzony został na mocy dekretu Komisarz Nadzwyczajny Stolicy Apostolskiej ad nutum – dr Pier Francesco Pinelli, kierując organizacją w przygotowaniach do zgromadzenia ogólnego. W tym zadaniu komisarza wspomagał kardynał Tagle, który szczególnie troszczył się o relacje z Kościołami lokalnymi i członkowskimi organizacjami Caritas.
8 grudnia 2019 papież Franciszek przeniósł go na urząd prefekta Kongregacji ds. Ewangelizacji Narodów, zastępując na tym stanowisku kardynała Fernando Filoniego, jednocześnie został administratorem apostolskim archidiecezji Manili. Funkcję tę pełnił do 10 lutego 2020, kiedy zarząd nad archidiecezją jako administrator apostolski sede vacante objął biskup pomocniczy archidiecezji Broderick Pabillo.
22 lutego 2020 papież Franciszek mianował go członkiem Zarządu administracji dóbr Stolicy Apostolskiej, a także członkiem w następujących Dykasteriach: ds. Kościołów Wschodnich (9 VI 2021); ds. Kultu Bożego i Dyscypliny Sakramentów (1 VI 2022).
W związku z reformą Kurii Rzymskiej ogłoszoną w konstytucji apostolskiej Praedicate Evangelium z dniem 5 czerwca 2022 przestał być prefektem Kongregacji ds. Ewangelizacji Narodów, która to została zniesiona i połączona z Papieską Radą ds. Nowej Ewangelizacji tworząc Dykasterię ds. Ewangelizacji, wtedy też dotychczasowi szefowie tych urzędów stali się pro-prefektami.